# Colonización asistida

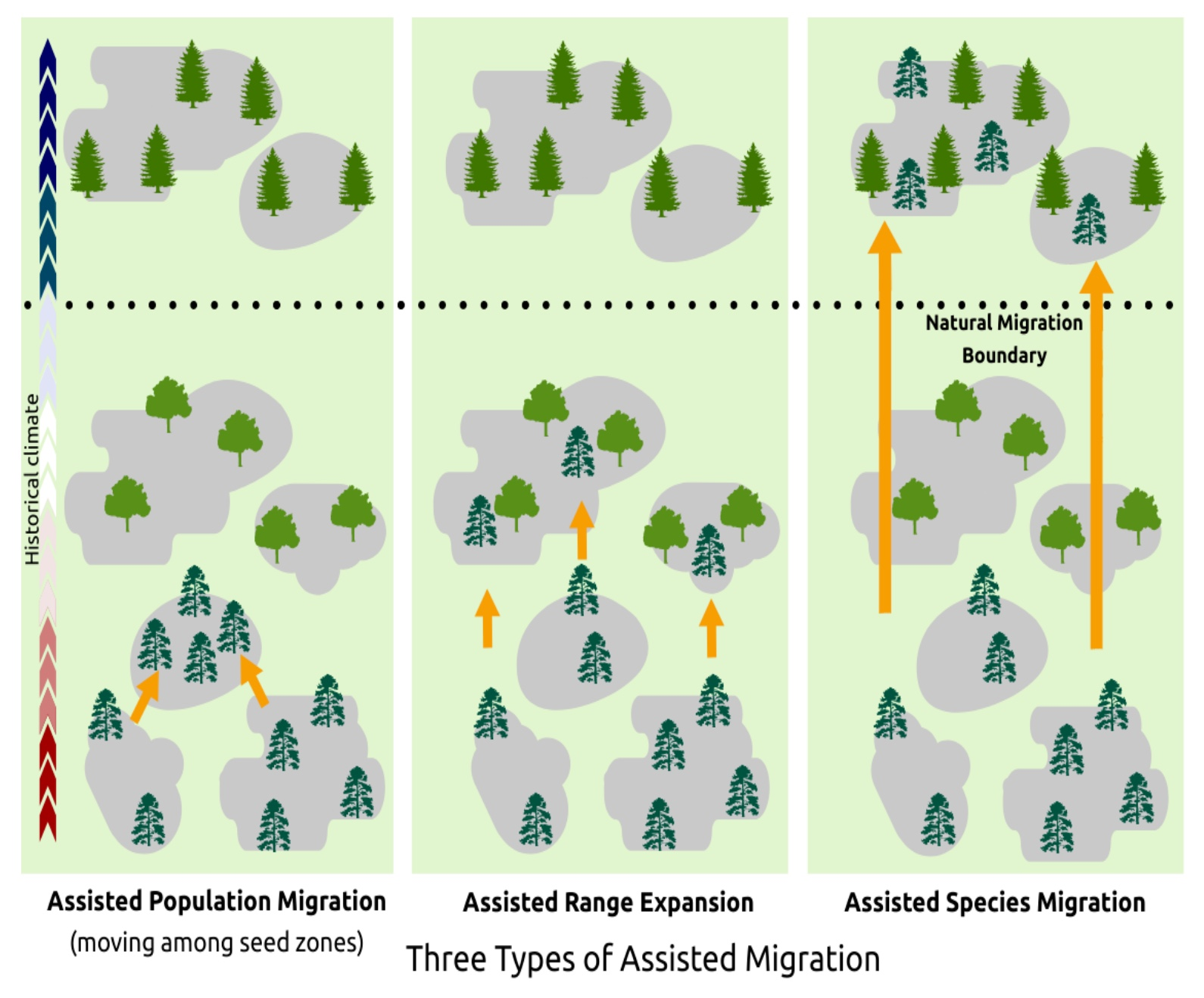
Tres tipos de colonización asistida

Se conoce como colonización asistida, introducción benigna, migración asistida, reubicación controlada, reubicación gestionada o introducción benéfica a una herramienta de gestión biológica del tipo de introducción conservacionista, en la cual se busca asegurar la preservación de un taxón gravemente amenazado, estableciendo una población viable del mismo en una zona ubicada fuera de su área de distribución natural conocida, pero en un hábitat relacionado y en una misma ecorregión. Los especímenes fundadores deben presentar buena salud, pudiendo provenir tanto del ámbito silvestre como de planteles multiplicados en cautividad, en este caso, deben ser poblaciones con una adecuada gestión demográfica, genética y que expresen comportamientos naturales.
Este concepto ha generado en la actualidad un intenso debate científico sobre los beneficios y riesgos del movimiento de taxones más allá de su área de distribución histórica. El beneficio principal de esta actuación sería la supervivencia de la biodiversidad que se ve amenazada por el cambio climático, pero por otra parte las poblaciones introducidas podría causar un daño ecológico o económico en un principio desconocido.
La decisión de llevar a cabo la colonización asistida implica hacer una evaluación ecológica, para conocer la vulnerabilidad de la especie focal al cambio climático y para saber si puede ser potencialmente invasora, resolver posibles restricciones legales y la aceptación social. En cuanto a la vulnerabilidad al cambio climático, los modelos de distribución de especies son una buena herramienta para generar información, ya que ésta puede ser usada para guiar los esfuerzos de la conservación

## Generalidades
La introducción benigna se diferencia de las introducciones tradicionales en que el objetivo único de la acción es rescatar un taxón de un sino de extinción que, de otra manera, sería irremediable, mediante un proceso planificado, aprobado y ejecutado por equipos de distintos especialistas relacionados con la gestión de la conservación de organismos. Por el contrario, las introducciones comunes son accidentales o, cuando son intencionales, son realizadas por personas sin conocimientos profundos en el funcionamiento de los sistemas naturales, procurando negligentemente un beneficio utilitario, económico, estético o personal, desestimando o ignorando los graves perjuicios que estas acciones conllevan, al ser una de las principales amenazadas a la diversidad biótica a nivel mundial. También se diferencia de la reintroducción, ya que el taxón gestionado no es calificado como nativo del sitio al cual será conducido. Tampoco corresponde asimilarlo a las introducciones en ambientes distintos o territorios lejanos al que el taxón gravemente amenazado habitaba, por ejemplo, la población  de los bosques de Woburn Abbey (Inglaterra) del ciervo del padre David (Elaphurus davidianus) nativo de China (donde se extinguió), por más altruista de sus fines, no deja de ser una introducción lisa y llana. Sin embargo, hay un amplio campo intermedio, desde las liberaciones que solo se separan de la distribución nativa por algunos cientos de metros o pocos kilómetros, como ocurre con las islas o las barreras biológicas representadas por ríos, hasta las inserciones en ambientes similares pero separados por largas distancias con hábitats hostiles.
No solo se practican introducciones benignas en especies animales, también se lo hace en especies vegetales amenazados. Mayormente, la opción de introducción benigna solo es contemplada cuando en las zonas en que el taxón vivía naturalmente la alteración es de tal magnitud que la posibilidad de liberación en alguna localidad del área nativa o la perpetuación de las poblaciones relictuales, presentan una elevada probabilidad de fracaso Otro punto importante es verificar que la zona receptiva no posea endemismos o, si los presenta, garantizar que por la introducción benigna estos no se verían comprometidos por la interacción biológica con el recién llegado, es decir, que la inevitable alteración que representa la incorporación de un nuevo elemento en el tramado trófico local, no repercuta en que, como un efecto secundario adverso, un nuevo taxón pase a estar amenazado.

## Causas que obligan a una colonización asistida
Son varias las causas que obligan a optar por una introducción benigna y, por lo tanto, desestimar el reforzamiento o reintroducción en el área nativa. La primera es la destrucción o alteración completa de sus hábitats naturales. En el caso de distribuciones extensas, lo habitual es la reconversión de las tierras para destinarlas a explotación económica. Este estrago ambiental puede ser fruto de la deforestación intensa, la agriculturización, la transformación en pastizales con fines pecuarios, la forestación industrial de zonas naturalmente cubiertas por arbustos o gramíneas, la desecación de humedales, etc. En ocasiones, el ecosistema puede permanecer relativamente primigenio, pero una introducción tradicional de una especie predadora invasiva sumamente eficaz, pone en grave peligro a uno o varios taxones de la biocenosis local, lo que obliga a acciones enérgicas y drásticas, entre las que se cuenta el traslado de estas poblaciones remanentes mediante introducción benigna a alguna zona donde la morfología natural o el desarrollo de barreras artificiales impiden que el predador exótico la alcance o, en caso de haber sido allí exterminado, la vuelva a conquistar. Ejemplos abundantes de este tipo se presentan en Australia. Su biota no presenta buenas adaptaciones antipredatorias contra mamíferos carnívoros, por lo que la incorporación antrópica de perros, gatos y zorros implicó que muchísimas especies otrora abundantes y ampliamente diseminadas pasen a estar en alto riesgo de extinción. Como medida de conservación extrema, las autoridades nacionales decidieron trasladar los ejemplares remanentes a santuarios libres de predadores exóticos, los que pueden ser desarrollados en determinadas penínsulas, que son aisladas del resto del territorio mediante el levantamiento de barreras, y donde se ejecutan intensivas campañas de limpieza de predadores. Más sencillo es la liberación benigna en alguna de las islas oceánicas próximas a la costa, donde la brecha de aguas marinas actúa como límite físico de protección a estas neopoblaciones de seguridad.
En el caso de endemismos, a los factores antedichos se suman otros que inciden sobre superficies geográficamente limitadas pero que para un determinado taxón pueden ser la totalidad de su geonemia. Ejemplos paradigmáticos ocurren frecuentemente con los emprendimientos mineros, la construcción de grandes represas hidroeléctricas, la alteración que implica la inundación completa de cataratas, valles, zonas de inundación, barrancas marginales, etc. Como medida de mitigación, los endemismos que allí ocurriesen deben ser rescatados, destinándolos en adelante a su mantenimiento permanente en cautividad (conservación ex-situ) o, en su defecto, relocalizarlos mediante introducciones benignas. Otra posibilidad puede ser la pérdida de la totalidad del hábitat de un taxón microendémico causada por un desastre natural, por ejemplo, la inundación de islas con altitudes muy próximas al nivel del mar como resultado de la elevación de los océanos causada por el cambio climático, la erupción de un volcán, el cruce de un destructivo huracán, un megaincendio, etc. Si bien puede ser discutible el grado de responsabilidad antrópica como factor detonante en cada uno de dichos eventos, para algunos subyace una incumbencia moral o de ética ambiental que determina en la especie humana la obligación de esforzarse por conservar la biodiversidad del planeta.

## Colonizaciones asistidas y las categorizaciones de conservación
El resultado ambicionado de una introducción benigna es la constitución de una población exitosa (es decir, que pase al nivel de autosostenible); en ese caso, a los fines de examinar su estado de conservación, dicha población es considerada como silvestre, por lo tanto se le aplica el mismo proceso de categorización que se utiliza para las poblaciones silvestres dentro de sus distribuciones naturales.